# A Song for ××
A Song for ×× ("××" nu este vorbită) a fost albumul de debut al lui Ayumi Hamasaki sub semnătura unei importante case de discuri. Cu toate că data oficială a lansării a fost 1 ianuarie 1999, albumul se vindea în magazine înca de la mijlocul lui decembrie. Spre surprinderea criticilor, albumul a debutat pe pozițiile de sus ale topului Oricon, și a stat în fruntea acestuia pentru 5 săptămâni, lucru remarcabil pentru un album de debut. S-a păstrat în varf pentru 63 de săptămâni și a fost vândut în peste un milion de copii.

## Lista pieselor
1. „Prologue” – 1:25
2. „A Song for XX”  – 4:44
3. „Hana” – 4:07
4. „Friend” – 4:11
5. „Friend II” – 3:59
6. „Poker Face” – 4:41
7. „Wishing” – 4:29
8. „You” – 4:46
9. „As if..” – 5:36
10. „Powder Snow” – 5:27
11. „Trust” – 4:48
12. „Depend on you” – 4:20
13. „Signal” – 4:25
14. „From your Letter” – 4:38
15. „For My Dear...” – 4:32
16. „Present” – 4:30

## Credite
1. "Prologue" – 1:25
Muzică: Yasuhiko Hoshino
Aranjamente: Yasuhiko Hoshino
 Mixaj: Atsushi Hattori
2. "A Song for XX"  – 4:44
Versuri: Ayumi Hamasaki
Muzică: Yasuhiko Hoshino
Aranjamente: Yasuhiko Hoshino
Mixaj: Atsushi Hattori
3. "Hana" – 4:07
Versuri: Ayumi Hamasaki
Muzică: Yasuhiko Hoshino
Aranjamente: Yasuhiko Hoshino
Mixaj: Atsushi Hattori
4. "Friend" – 4:11
Versuri: Ayumi Hamasaki
Muzică: Yasuhiku Hoshino
Aranjamente: Akamitsu Honma
Mixaj: Atsushi Hattori
5. "Friend II" – 3:59
Versuri: Ayumi Hamasaki
Muzică: Mitsuru Igarishi
Aranjamente: Mitsuru Igarishi
Mixaj: Atsushi Hattori
6. "Poker Face" – 4:41
Versuri: Ayumi Hamasaki
Muzică: Yasuhiko Hoshino
Aranjamente: Akamitsu Honma
Mixaj: Atsushi Hattori
7. "Wishing" – 4:29
Versuri: Ayumi Hamasaki
Muzică: Hideaki Kuwabara
Aranjamente: Akamitsu Honma
Mixaj: Atsushi Hattori
8. "You" – 4:46
Versuri: Ayumi Hamasaki
Muzică: Yasuhiko Hoshino
Aranjamente: Akamitsu Honma
Mixaj: Atsushi Hattori
9. "As if.." – 5:36
Versuri: Ayumi Hamasaki
Muzică: Kazuhito Kikuchi
Aranjamente: Akamitsu Honma
Mixaj: Atsushi Hattori
10. "Powder Snow" – 5:27
Versuri: Ayumi Hamasaki
Muzică: Hideaki Kuwabara
Aranjamente: Akamitsu Honma
Mixaj: Atsushi Hattori
11. "Trust" – 4:48
Versuri: Ayumi Hamasaki
Muzică: Takashi Kimura
Aranjamente: Takashi Kimura & Akamitsu Honma
Mixaj: Atsushi Hattori
12. "Depend on you" – 4:20
Versuri: Ayumi Hamasaki
Muzică: Kazuhito Kikuchi
Aranjamente: Akamitsu Honma & Takashi Morio
Mixaj: Atsushi Hattori
13. "Signal" – 4:25
Versuri: Ayumi Hamasaki
Muzică: Hideaki Kuwabara
Aranjamente: Akamitsu Honma
Mixaj: Atsushi Hattori
14. "From your Letter" – 4:38
Versuri: Ayumi Hamasaki
Muzică: Akio Togashi
Aranjamente: Akio Togashi
Mixaj: Atsushi Hattori
15. "For My Dear..." – 4:32
Versuri: Ayumi Hamasaki
Muzică: Yasuhiko Hoshino
Aranjamente: Yasuhiko Hoshino
Mixaj: Atsushi Hattori
16. "Present" – 4:30
Versuri: Ayumi Hamasaki
Muzică: Yasuhiko Hoshino
Aranjamente: Yasuhiko Hoshino
Mixaj: Koji Morimoto

## Topuri
Oricon Sales Chart (Japonia)
| Lansare          | Chart                                      | Poziție de vârf                                   | Vânzări în prima săptămână | Vânzări totale     | Perioada     | Certificare |
| ---------------- | ------------------------------------------ | ------------------------------------------------- | -------------------------- | ------------------ | ------------ | ----------- |
| 01 Ianuarie 1999 | Oricon Grafic zilnic pentru single-uri     | #1                                                |                            |                    |              |             |
| 01 Ianuarie 1999 | Oricon Grafic săptămânal pentru single-uri | #1 (5 săptămâni de #1) (prima și a doua săptămână | 548,210 de copii           | 1,451,910 de copii | 63 săptămâni | Million     |
| 01 Ianuarie 1999 | Oricon Grafic anual pentru albume          | #16                                               |                            |                    |              |             |

| Data              | Titlu                                                    | Poziție de vârf | Săptămâni |
| ----------------- | -------------------------------------------------------- | --------------- | --------- |
| 8 aprilie 1998    | Poker Face (Friend)                                      | #20             | 6         |
| 10 iunie 1998     | You                                                      | #19             | 10        |
| 5 august 1998     | Trust                                                    | #9              | 10        |
| 7 octombrie 1998  | For my dear...                                           | #9              | 7         |
| 9 decembrie 1998  | Depend on you (Two of Us)                                | #6              | 9         |
| 1 ianuarie 1999   | A Song for ××                                            | #1              | 63        |
| 28 februarie 2001 | Poker Face (Friend) (relansare pe disc de 12 cm)         | #31             | 2         |
| 28 februarie 2001 | You (relansare pe disc de 12 cm)                         | #25             | 6         |
| 28 februarie 2001 | Trust (relansare pe disc de 12 cm)                       | #29             | 2         |
| 28 februarie 2001 | For my dear... (relansare pe disc de 12 cm)              | #33             | 2         |
| 28 februarie 2001 | Depend on you c/w Two of us (relansare pe disc de 12 cm) | #27             | 3         |